# 216
Cette page concerne l'année 216  du calendrier julien. Pour l'année 216 av. J.-C., voir 216 av. J.-C. Pour le nombre 216, voir 216 (nombre).
L'année 216 est une année bissextile qui commence un lundi.

## Événements
- Fin janvier : Caracalla est à Alexandrie[1].
- 27 mai : Caracalla est à Antioche[1]. Il y convoque les rois Abgar Sévère d'Osroène et Sanatrocès d'Arménie, les arrête et confisque leurs royaumes. Puis il demande la main de sa fille au roi des Parthes Artaban V, qui règne à Ctésiphon en concurrence avec son frère Vologèse VI, qui règne en Médie, et qui abrite Tiridate, possible prétendant au trône d'Arménie. Vologèse accepte l'autorité nominale de Caracalla, qui utilise le rejet de l'alliance matrimoniale par Artaban comme prétexte pour envahir son territoire. La campagne, qui se déroule principalement en Haute-Mésopotamie et en Adiabène, est plutôt une démonstration de force qu'une tentative sérieuse d’annexion[2]. Arbèles est mise à sac. Après le meurtre de Caracalla en 217, son successeur Macrin arrête la guerre, après un échec à Nisibe (218).
- Hiver 216-217 : séjour de Caracalla à Édesse[3].

- Chine : Cao Cao devient roi de Wei (fin en 220)[4].

## Naissances en 216
- Mani, à Ctésiphon en Babylonie, Mésopotamie.

## Décès en 216
- Rev Ier de Géorgie.